# Инопланетянка (фильм)
«Инопланетянка» — советский художественный фильм 1984 года.

## Сюжет
Инопланетянка О (Лилиана Алёшникова), холодная и бесчувственная, посетила Землю и привлекла к себе внимание скромного изобретателя Блинкова (Владимир Носик). Его любовь, приобщение к земным радостям и странностям пробудили в ней новые эмоции и чувства.

## В главных ролях
- Лилиана Алёшникова — инопланетянка О
- Владимир Носик — Игорь Петрович Блинков

## В ролях
- Людмила Шагалова — Фаина Степановна, мать Игоря
- Виктор Шульгин — Павел Германович, сосед Игоря
- Андрей Юренев — Андрей, инопланетянин-невозвращенец
- Ольга Маркина — Ирина Павловна, начальник отдела

## В эпизодах
- Надежда Самсонова — сослуживица Игоря, гадает на картах
- Елена Тонунц — сослуживица Игоря
- Наталья Казначеева — сослуживица Игоря
- Ольга Куликова — сослуживица Игоря
- Раиса Ермохина — жена Кости
- Геннадий Калинин — глухонемой
- Лариса Тарасова — глухонемая
- Анатолий Яковлев — сотрудник Гидрометцентра
- Владимир Пицек — физкультурник на балконе
- Зоя Василькова — физкультурница на балконе
- Наталья Мартинсон — секретарша
- Марина Устименко — сослуживица Игоря
- Манефа Соболевская — однополчанка Павла Германовича
- Михаил Бочаров — однополчанин Павла Германовича
- Алла Татарикова — Оля
- Александр Аверков — Павел Германович в молодости
- Пётр Олев — хулиган

## Съёмочная группа
- Автор сценария: Иосиф Ольшанский, Яков Сегель
- Режиссёр: Яков Сегель
- Художник-постановщик: Анатолий Кочуров
- Звукооператор: Глеб Кравецкий
- Композитор: Давид Тухманов
- Монтаж: Янина Боголепова